# 샹그릴라 호텔 싱가포르

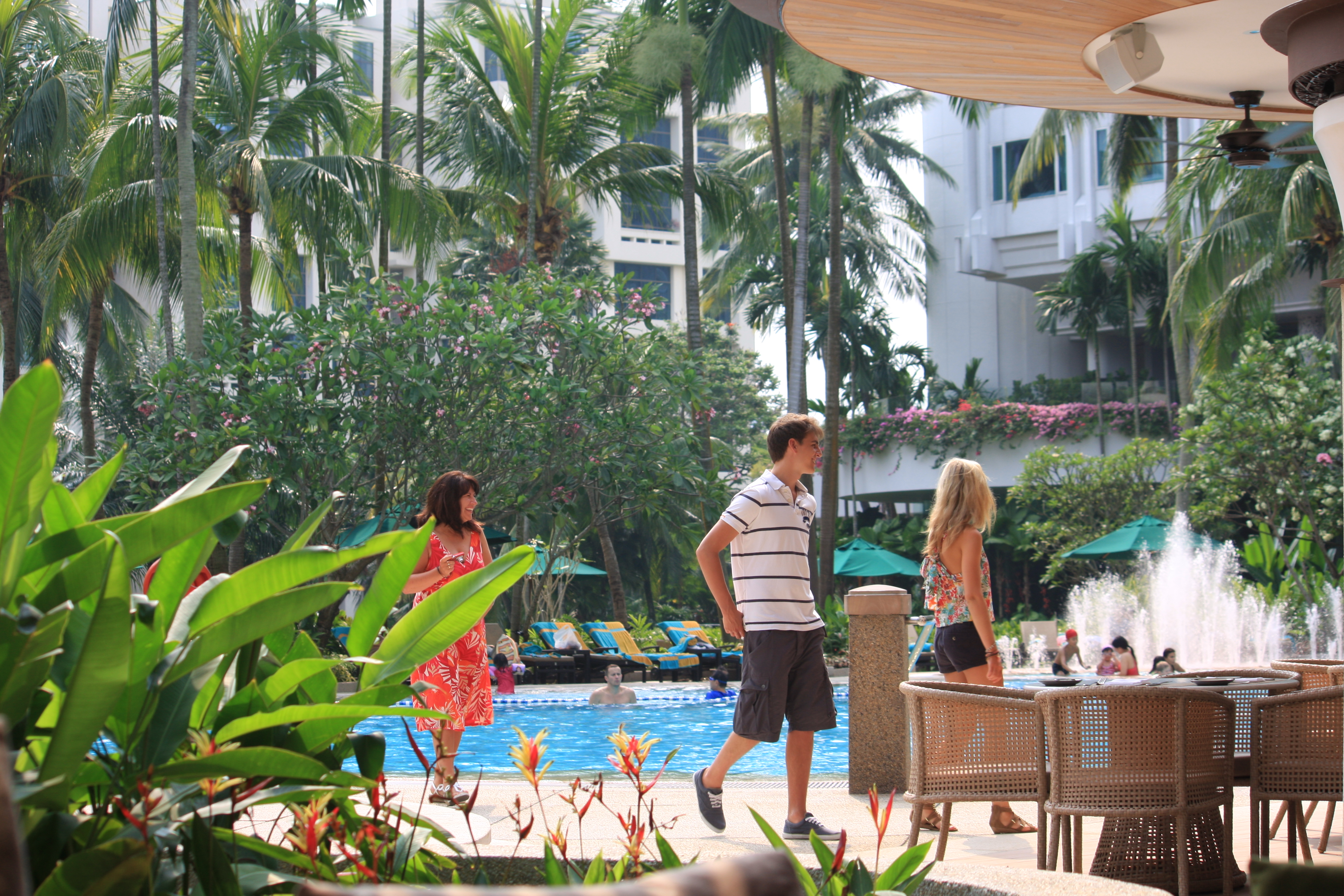

샹그릴라 호텔 싱가포르(영어: Shangri-La Hotel Singapore)는 싱가포르 오차드로드의 오렌지 그로브 로드에 위치한 5성급 디럭스 호텔이다.